# 格罗瑟芬
格罗瑟芬是德国下萨克森州的一个市镇。总面积127.23平方公里，总人口13394人，其中男性6643人，女性6751人（2011年12月31日），人口密度105人/平方公里。